# Ghang Lhamo
Pour les articles homonymes, voir Lhamo.
Ghang Lhamo (tibétain : གངས་ལྷ་མོ, Wylie : gang lha mo ; 岗拉嫫) née en 1967 au Tibet est une femme politique, députée et ancienne prisonnière politique tibétaine.

## Biographie
Ghang Lhamo est née dans une région est du Tibet. Elle a suivi ses études à la Tibetan People's school et est diplômée de l'université du Tibet. Le 30 décembre 1989, à la suite de sa participation à une manifestation d'étudiants contre la politique chinoise, elle est arrêtée et emprisonnée pendant un an à Taktsé, où elle subit des tortures en prison ce qui affecta gravement sa santé. Sa famille donna des pot-de-vin aux fonctionnaires de la prison pour qu'elle puisse recevoir un traitement médical. Elle fut ensuite transférée à Gutsa, où durant trois ans, elle est contrainte aux travaux forcés, et à une forme de rééducation. Après que sa santé se soit détériorée, elle fut transférée à Lhassa, où elle travailla quelques années dans une école pour les orphelins de Choshor à Lhassa. Elle a été libérée en 1993, à l'issue de sa peine.
En août 2002, Lhamo s'est échappé en Inde où elle rencontre le dalaï-lama avec qui elle s'entretint de la situation au Tibet. Elle a aussi témoigné à la BBC et dans d'autres médias des souffrances qu'elle a subies aux mains des Chinois. 
Ghang Lhamo travaille au Centre culturel tibétain Khawa Karpo où elle est éditeur et journaliste, écrivant en Chinois pour Bangchen, un journal de la presse tibétaine. 
Elle est la secrétaire générale de Gu-Chu-Sum Mouvement du Tibet.
Elle a été candidate à l'élection du Premier ministre tibétain de 2011 et fut élue députée au Parlement tibétain en exil
En 2012, avec d'autres anciens prisonniers, elle participa à une conférence sur les laogai au Tibet organisé par la Fondation pour la recherche sur le laogaï et Harry Wu

## Ouvrages
- Gangri Chutik (au sujet de la situation tibétaine), 2004
- (zh) Tear Drops from the Land of Snow, 2009[7]
- Chol Sum Chokdrig, 2010